# Качулата чучулига
Качулатата чучулига (Galerida cristata) е дребна птица от семейство Чучулигови (Alaudidae), разред Врабчоподобни (Passeriformes). Дължината на тялото ѝ е около 17 – 18 cm, размахът на крилете – 34 cm и тежи около 45 гр. Характерна за вида е качулката на главата, откъдето носи и името си. Оперението е с фини шарки от тъмнокафяво, светлокафяво, жълто и черно. Общият ѝ вид е сходен с този на женската на домашното врабче. Няма изразен полов диморфизъм. Лети добре с характерен насечен полет. По земята не подскача, а ходи, подобно на другите представители на семейството. Песента ѝ е мелодичен трел.

## Разпространение
Този широко разпространен вид се среща в цяла Европа, Африка и Азия. Среща се и в България. Прелетни са единствено популациите от най-северните части на ареала ѝ на обитание. Обитава открити, сухи тревисти местности.

## Начин на живот и хранене
Храната си търси на земята и много рядко каца на клони. Храни се с дребни безгръбначни, насекоми, червеи, семена.

## Размножаване
Гнезди на земята, подобно на другите чучулиги. Снася 2 – 4 яйца. Те са бели напръскани със сиви, черни и кафяви точки и петънца. Размерите им са 22х17 mm. Мъти 12 – 13 дни. Малките се развиват бързо и след около 10 дни напуска гнездото. Родителите им ги хранят с насекоми. По време на размножителния период мъжкия лети над територията си и издава характерните за вида трели.

## Допълнителни сведения
В България е незастрашен вид. Понякога се отглежда като декоративна и пойна птица, добре понася живота на затворено. Известни са около 40 подвида.